# Petar Mazew
Petar Mazew, mac. Петар Мазев (ur. 10 lutego 1927 w Kawadarci, zm. 13 marca 1993 w Skopju) – macedoński malarz i scenograf. Ukończył studia na Akademii Sztuk Pięknych w Belgradzie w 1953 roku. W jego twórczości najsilniejsze jest dążenie do monumentalizmu, którego źródło leży w tradycji macedońskiego malarstwa ściennego, co najbardziej widoczne jest na jego najbardziej znanym dziele pt. „Żena” (1972).